# Ana Gaitero
Pour les articles homonymes, voir Alonso.
Ana Gaitero Alonso, née à Villaornate y Castro en 1965, est une journaliste espagnole.

## Biographie
Elle naît dans le village de Villaornate, dans la province de León.
Elle décide, à l'âge de 18 ans, d'étudier le journalisme à l'université complutense de Madrid. En 2006, elle est diplômée de l'Université pontificale de Salamanque.
Journaliste au Diario de León,  elle devient célèbre au niveau international pour son travail sur L'Affaire Nevenka, qui traite du procès du maire de Ponferrada, Ismael Álvarez, contre son adjointe Nevenka Fernández qu'il a harcelée.
À la suite de cette affaire, elle témoigne en 2021 dans le documentaire Nevenka Fernández brise le silence de Maribel Sánchez-Maroto, diffusé sur Netflix, aux côtés de l'écrivain Juan José Millás et de la femme politique espagnole Rosario Velasco, alors conseillère municipale de Ponferrada.
Elle est considérée aujourd'hui comme l'une des grandes personnalités féministes du journalisme espagnol.